# Hervé Phélippeau
Hervé Phélippeau (* 16. September 1962 in Lorient) ist ein ehemaliger französischer Mittelstreckenläufer, der sich auf die 1500-Meter-Distanz spezialisiert hatte.
Bei den Halleneuropameisterschaften 1987 in Liévin wurde er Fünfter. 1989 gewann er Gold bei den Halleneuropameisterschaften in Den Haag und wurde Fünfter bei den Hallenweltmeisterschaften in Budapest.
Bei den Europameisterschaften 1990 in Split schied er im Vorlauf aus. 1992 wurde er Sechster bei den Halleneuropameisterschaften in Genua.
Von 1988 bis 1990 wurde er dreimal in Folge französischer Meister. In der Halle holte er 1989 den nationalen Titel über 1500 Meter und 1990 den über 3000 Meter.

## Persönliche Bestzeiten
- 800 m: 1:47,03 min, 2. August 1989, Viareggio
- 1000 m: 2:19,4 min, 27. Mai 1989, Vannes
- 1500 m: 3:33,54 min, 18. Juli 1990, Bologna (ehemaliger französischer Rekord)
  - Halle: 3:36,98 min, 27. Februar 1990, Sevilla
- 1 Meile: 3:52,57 min, 18. August 1989, Berlin
- 2000 m: 5:02,28 min, 4. Juli 1992, Noisy-le-Grand
- 3000 m: 7:53,5 min, 6. Mai 1990, Lorient
  - Halle: 7:57,41 min, 28. Januar 1990, Liévin